# فریمینگ بریتنی اسپیرز
نیویورک تایمز تقدیم می‌کند: فریمینگ بریتنی اسپیرز (انگلیسی: The New York Times Presents: Framing Britney Spears) یک فیلم مستند در سال ۲۰۲۱، به کارگردانی سامانتا استارک و تهیه‌کنندگی جیسون استالمن، سم دالنیک و استفانی پریس است. این فیلم حول حرفهٔ سرگرمی‌ساز آمریکایی بریتنی اسپیرز است، که شهرت و محبوبیت او در فرهنگ آمریکا و محافظه‌کاری که او از سال ۲۰۰۸ تحت آن زندگی می‌کند باعث ایجاد جنبش طرفدارانه "Free Britney" شده‌است.
این مستند که در ۵ فوریه ۲۰۲۱ از شبکه اف‌ایکس و اف‌ایکس هولو به نمایش درآمد، در آن به شهرت رسیدن اسپیرز به عنوان یک پاپ استار، طرز برخورد او با پاپاراتزی‌ها، سقوط بسیار شایع در سال ۲۰۰۷ و محافظه‌کاری بعدی‌اش با حکم دادگاه پرداخته‌است.